# Николс, Грейс
Грейс Николс (англ.  Grace Nichols; род. 1950, Джорджтаун) — гайанская поэтесса, автор книг для детей.

## Биография
Окончила Университет Гайаны, работала учителем (1967—1970), занималась журналистикой. В 1977 году переехала в Великобританию. Проживает в Льюисе (Восточный Суссекс) вместе со своим партнером, гайанским поэтом Джоном Агардом.

## Сочинения
- Я из женщин, которых не скоро забудешь/ I is a Long-Memoried Woman. — London: Karnak House, 1983 (премия Британского содружества за поэзию).
- Стихи чернокожей толстухи/ The Fat Black Woman’s Poems. — London: Virago Press, 1984.
- Опасное знание: четыре чернокожие поэтессы/ A Dangerous Knowing: Four Black Women Poets (Barbara Burford, Gabriela Pearse, Grace Nichols, Jackie Kay). — London: Sheba, 1985.
- Дыра в утреннем небе/ Whole of a Morning Sky. — London: Virago, 1986 (роман).
- Over the River, 1986.
- Hurricane Hits England, 1987.
- Lazy Thoughts of a Lazy Woman, 1989.
- Sunris. — London: Virago, 1996 (Поэтическая премия Гайаны).
- Startling the Flying Fish, 2006.
- Пикассо, отдай мое лицо/ Picasso, I Want My Face Back. — Bloodaxe Books, 2009.
- Я плыву через океан/ I Have Crossed an Ocean: Selected Poems. — Bloodaxe, 2010 (избранные стихи).

## Признание
Cholmondeley Award (2000). Член Королевского литературного общества (2007).